# Azad Hind

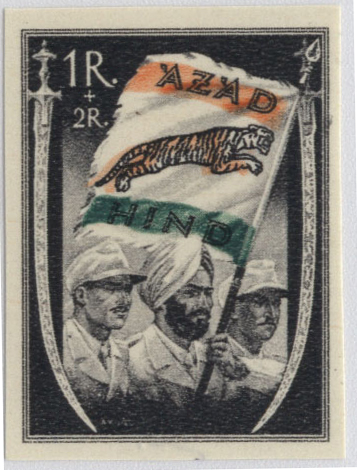
In Deutschland vorbereitete Briefmarke für Azad Hind

Azad Hind (Freies Indien) oder auch Arzi Hukumat-e-Azad Hind (Urdu عارضی حکومت آزاد ہند, Hindi आर्ज़ी हुक़ूमत-ए-आज़ाद हिन्द, Provisorische Regierung des Freien Indiens) wurde von Subhash Chandra Bose als Exilregierung mit Unterstützung Japans während des Zweiten Weltkriegs gegründet. Dessen Indian National Army kämpfte zusammen mit der Kaiserlich Japanischen Armee im Burmafeldzug und in der Schlacht von Imphal.

## Geschichte

### Vorgeschichte
Innerhalb des Indischen Nationalkongresses gab es zu dieser Zeit insbesondere unter der Führung Subhash Chandra Boses in den späten 1930er Jahren Richtungsstreitigkeiten über den Einsatz von Gewalt gegen die britische Herrschaft. Beim Ausbruch des Zweiten Weltkrieges erklärte der britische Generalgouverneur den Kriegszustand des Indischen Empire mit Deutschland, ohne die indischen Politiker zu konsultieren. Subhash Chandra Bose flüchtete nach Europa und gründete dort ein mit der Wehrmacht kämpfendes, 3500 Mann starkes Kontingent aus indischen Kriegsgefangenen, die Indische Legion.

### Gründung
Am 8. Februar 1943 verließ Subhas Chandra Bose Deutschland von Kiel aus mit dem U-Boot U 180 und wurde bei Madagaskar von dem japanischen U-Boot I-29 übernommen. Chandra Bose gründete am 21. Oktober 1943 eine Exilregierung unter dem Namen Azad Hind, die von den Achsenmächten anerkannt wurde. Die Indian National Army entstand; sie bestand anfangs aus 40.000 Indern, größtenteils indischen Kriegsgefangenen, die im Dienst der British Indian Army von den Achsenmächten gefangen genommen worden waren. Weiterhin wurde ein signifikanter Teil aus indischen Zivilisten in den von Japan besetzten Gebieten in British Malaya und Birma rekrutiert.
Das Kabinett Azad Hinds wurde von Subhash Chandra Bose geleitet, der als formales Staatsoberhaupt, Premierminister, Kriegs- und Außenminister fungierte. Lakshmi Swaminathan (verheiratet Lakshmi Sehgal) war Ministerin für Frauenfragen. Weitere Minister waren S. A. Ayer, Minister für das Kommunikationswesen und Finanzminister A. C. Chatterji. Vertreter der Indian National Army im Kabinett waren:
- Lt. Col. Aziz Ahmed
- Lt. Col. N. S. Bhagat
- Lt. Col. J. K. Bhonsle
- Lt. Col. Guizara Singh
- Lt. Col. M.Z. Kiani
- Lt. Col. A. D. Loganathan
- Lt. Col. Ehsan Qadir
- Lt. Col. Shahnawaz Khan

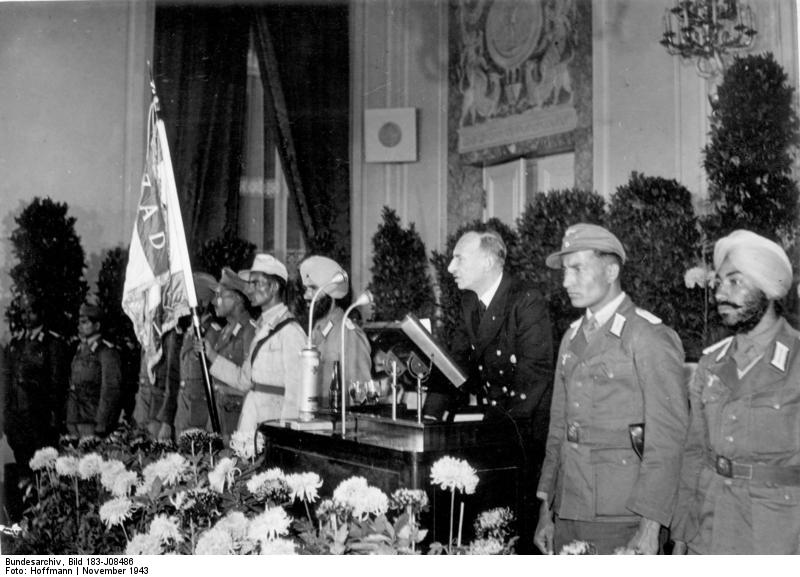
Feier der Zentrale Freies Indien in Berlin (1943)

Die Exilregierung erklärte den Alliierten unmittelbar nach ihrer Gründung den Krieg. Für alle Angehörigen der Azad-Hind schuf das Deutsche Reich eine eigene indische Auszeichnung, den Azad-Hind-Orden.

### Vorstoß nach Indien
Das militärische Hauptquartier der INA wurde auf der von den Japanern eroberten Inselgruppe der Andamanen und Nikobaren errichtet. Im März 1944 griff die japanische 15. Armee mit Unterstützung der INA indisches Gebiet an (Schlacht von Imphal). Nach dem Scheitern des Vorstoßes der japanischen Truppen im Mai versuchte Bose, die INA auf eigene Faust weiter kämpfen zu lassen, was aber an der geringen militärischen Stärke der INA scheiterte. Die Hoffnung Boses, dass ein begrenzter militärischer Erfolg der INA einen allgemeinen Aufstand der Bevölkerung in Indien auslösen würde, ging jedenfalls nicht in Erfüllung. Bei der Rückeroberung Birmas durch britische Truppen 1945 kam es teilweise zu Verbrüderungsszenen zwischen Indern in der British Army und der INA.

### Kapitulation
Bose soll am 18. August 1945 bei einem Flug nach Japan über Taiwan abgestürzt sein. Zeitgleich mit Japan kapitulierte auch Azad Hind und die Indian National Army.

## Internationale Anerkennung
Azad Hind wurde von folgenden neun Staaten anerkannt:
- Staat Burma
- China (Nanjing-Regierung)
- Deutsches Reich
- Italienische Sozialrepublik
- Japanisches Kaiserreich
- Unabhängiger Staat Kroatien
- Mandschukuo
- Zweite Philippinische Republik
- Thailand